# Ђанлука Гаудино
Ђанлука Гаудино (рођен 11. новембра 1996) је немачки фудбалер који тренутно наступа за италијански Кјево из Вероне.

## Каријера

### Бајерн
Гаудино углавном игра у везном реду. Прошао је целокупну Бајернову академију, а члан првог тима постао је почетком сезоне 2014-15, и успео је да импресионира шефа струке Бајерна Ђосепа Гвардиолу. За Бајерн је дебитовао у Суперкупу Немачке против Борусије. Дебитовао је у Бундеслиги у првом колу против Волфсбурга. У Лиги шампиона је дебитовао 10. децембра 2014. против ЦСКА Москве

### Репрезентација
Тренутно је без наступа за немачку репрезентацију. Поред Немачке, Ђанлука има право наступа и за Италијанску репрезентацију

## Трофеји

### Бајерн Минхен
- Првенство Немачке (1) : 2014/15.
- Телеком куп Немачке (1) : 2014.